# Nureci
Nureci é uma comuna italiana da região da Sardenha, província de Oristano, com cerca de 393 habitantes. Estende-se por uma área de 12 km², tendo uma densidade populacional de 33 hab/km². Faz fronteira com Assolo, Genoni (NU), Laconi (NU), Senis.